# Abraham's Bay
Abraham's Bay är en ort på Bahamas i distriktet Mayaguana. Det är den största orten på ön Mayaguana. Orten hade 143 invånare (2010).